# Journal of Catalysis
Journal of Catalisys (abreviatura J. Catal.), és una important revista científica dedicada a la catàlisi, publicada des del 1962. El seu factor d'impacte és 6,921 el 2014. Ocupa la 10a posició de qualitat de revistes dedicades a la catàlisi en el rànquing SCImago, i la 7a en la categoria de química física i química teòrica.
Journal of Catalysis publica contribucions originals, rigoroses i acadèmiques en els camps de la catàlisi heterogènia i catàlisi homogènia. Aquestes inclouen estudis que relacionen la funció catalítica per a processos químics fonamentals en les superfícies i en els complexos metàl·lics, nous conceptes de la química de la superfície, la funció de síntesi i catalítica dels sòlids inorgànics nous i complexos, mètodes espectroscòpics per a la caracterització estructural i mètodes teòrics d'interès i l'impacte directe en la ciència i les aplicacions de catalitzadors i processos catalítics. La revista compta també amb articles de científics de prestigi, comunicacions prioritàries, notes d'investigació i cartes als editors.